# Stad Hardenberg

Wapen van Stad Hardenberg

Stad Hardenberg is een voormalige gemeente in de Nederlandse provincie Overijssel.
Stad Hardenberg ontstond bij de gemeentelijke splitsing van 1 juli 1818. In dat jaar werd de gemeente Hardenberg gesplitst in Ambt Hardenberg en Stad Hardenberg. Stad Hardenberg omvatte de plaats Hardenberg zelf en een strook tot aan de Veenebrugger Schans, nabij de grens met Pruisen. Ambt Hardenberg omvatte de overige landelijke gebieden van Hardenberg. Deze situatie bleef ongewijzigd totdat bij een gemeentelijke herindeling op 1 mei 1941 de twee gemeentes weer bij elkaar werden gevoegd.